# سيادة

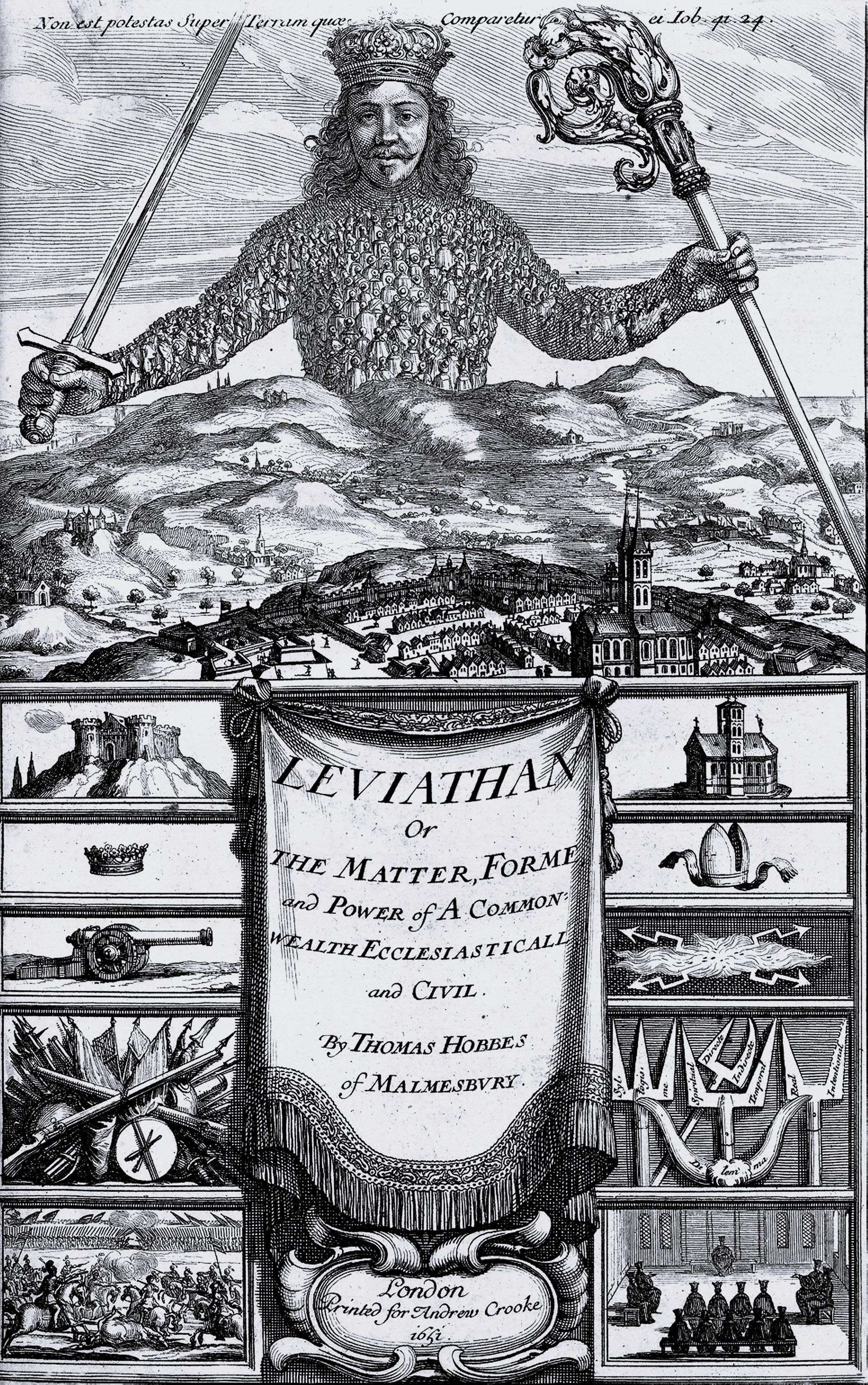

السيادة هي الحق الكامل للهيئة الحاكمة وسلطتها على نفسها، دون أي تدخل من جهات أو هيئات خارجية. في النظرية السياسية، السيادة مصطلح أساسي يعيّن السلطة العليا على بعض الكيانات السياسية. في القانون الدولي، يشير مفهوم السيادة المهم إلى ممارسة الدولة للسلطة. تشير السيادة القانونية إلى الحق القانوني بفعل ذلك، والسيادة الواقعية إلى القدرة على فعل ذلك، والسيادة الحقيقية إلى القيام بذلك أيضاً. يمكن أن يصبح هذا موضوعًا يثير بلبلةً خاصةً عند فشل التوقع المعتاد بأن السيادة القانونية والواقعية موجودة في مكان إثارة الاهتمام وفي وقت نفسه وتكمن داخل نفس المنظمة.
يمكن أن نشير أيضًا إلى العاهل الذي يَحكم مملكةً ذات سيادة باسم صاحب السيادة.

## أصل الكلمة
نشأ المصطلح من الكلمة اللاتينية العامة *superanus (المشتقة من super بمعنى فوق) التي تعني زعيمًا أو قائدًا أو عاهلًا أو حاكمًا. تأثر هجاؤها بالحُكم الإنجليزي، الذي اختلف منذ ظهور الكلمة الأولى باللغة الإنجليزية في القرن الرابع عشر.

## المفهوم/المعنى
نوقشت مفاهيم السيادة عبر التاريخ، ولاتزال تُناقش باستمرار. لقد تغيّر تعريفها ومفهومها وتطبيقها مع اختلاف الوقت، خاصّةً خلال عصر التنوير. يتضمّن المفهوم الحالي لسيادة الدولة أربعة جوانب، تتكوّن من الأرض والسكّان والسلطة المعترف بها. وفقاً لستيفن د.كراسنر، يمكن فهم المصطلح أيضاً بأربع طرقٍ مختلفة:
- السيادة الداخليّة- السيطرة الفعليّة على دولة، وتمارسها سلطةٌ منظّمةٌ في هذه الدولة.[4]
- سيادة التكافل- السيطرة الفعليّة على الحركة عبر حدود الدولة، بافتراض وجود حدود.[4]
- السيادة القانونيّة الدوليّة- اعتراف رسمي بسيادة سلطةٍ ما، من قبل دولٍ أخرى ذات سيادة.[4]
- سيادة ويستفاليا- عدم وجود سلطةٍ أخرى على الدولة بخلاف السلطة المحليّة.[4]

## التاريخ

### الكلاسيكي
لاحظ الفقيه الروماني أولبيان ما يلي:
نقل جميع الشعب سيطرتهم وقدرتهم للإمبراطور. كما أن الإمبراطور ليس ملزماً بالقوانين. النظام الأساسي في الإمبراطوريّة نابع عن قرار الإمبراطور.
أولبيان كان يعبّر عن فكرة أنّ الإمبراطورية تُمارس على أنّها شكلاً مطلقاً كبديل عن السيادة التي نشأت عند الناس، على الرغم من أنّه لم يتم استخدام هذا المصطلح بشكلٍ صريحٍ.

### في القرون الوسطى
كانت تصريحات أولبيان معروفة في أوروبا في القرون الوسطى، لكنّ السيادة كانت مفهوماً مهمّاً في العصور الوسطى[1]. ملوك القرون الوسطى لم يكونوا من أصحاب السيادة –على الأقل ليس بالقوّة-، لأنهم كانوا مقيّدين وكانت مقيّدة معهم السلطة المشتركة أيضاً «الأرستقراطيّة الإقطاعيّة»[1]. وعلاوةً على ذلك كان كل شيء مقيّدٍ بالأعراف.
تواجدت السيادة خلال فترة القرون الوسطى باعتبارها الحقوق الشرعيّة للنبلاء والملوك، وفي قدرة الأفراد الفعليّة على اتّخاذ خياراتهم الخاصّة في الحياة.
تم تناول قضيّة السيادة الأنثويّة في مجموعة جيفري شوسر الإنجليزيّة الوسطى من حكايات كانتربري، وتحديداً في قصّة زوجة باث.
في وقت لاحق من الرومانسيّة الإنجليزيّة الأريتوريّة، عرس السير جاوين ودام راجنيل (نحو 1450م)، يتم استخدام العديد من عناصر قصّة زوجة باث، ولكن تتغيّر المجريات في محكمة الملك آرثر وفرسان الطاولة المستديرة. تدور القصّة حول الفارس السير جاون الذي منح لدام راجنيل عروسه الجديدة.

### الإصلاح
تمّت إعادة صياغة السيادة كمفهوم في أواخر القرن السادس عشر، وهو الوقت الذي خلقت فيه كل الحروب الأهليّة رغبةً بالحصول على سلطةٍ مركزيّةٍ أكبر، عندما بدأ الملوك في جمع السلطة بين أيديهم على حساب النبلاء، مما ساهم بنشوء الدولة القوميّة الحديثة. قدّم جون بودن ردّاً جزئيّاً على فوضى الحروب الدينيّة الفرنسيّة، نظريّات السيادة التي تدعو إلى سلطةٍ مركزيّةٍ قويّةٍ على شكل الملكيّة المطلقة. في أطروحته عام 1576م، «ستّة كتب للجمهوريّة»، جادل بودان بأنّه من طبيعة الدولة أن السيادة يجب أن تكون:
- مطلقة- في هذه المرحلة، قال أنّه يجب إحاطة السيادة بالتزامات وشروط، ويجب أن يكون بمقدور السيادة التشريع بدون موافقة الرعيّة؛ ويجب ألا تكون ملزمة بقوانين الأسلاف، بل يجب أن تكون ملزمةً بقوانين خاصّة.
- أبدية- أي أنّه لا يتم تفويضها بشكل مؤقّت لقائد قويّ في حالة الطوارئ، أو إلى موظّفٍ حكومي مثل قاضي التحقيق. وقال أن السيادة يجب أن تكون دائمة لأن أي شخص سيصبح لديه سلطة أعلى من السلطة الحاكمة، سيصبح هو السلطة الحاكمة المطلقة في الدولة.

### عصر التنوير
خلال عصر التنوير، اكتسبت فكرة السيادة قوةً قانونيّةً وأخلاقيّةً كوصفة غربيّة رئيسيّة لسلطة دولة ما. تم اقتراح «العقد الاجتماعيّ» كآليّة لتوطيد السيادة، وبحلول عام 1800م، تمّ قبوله على نطاق واسع، خاصّةً في الولايات المتّحدة الأمريكيّة وفرنسا وبريطانيا العظمى.
ابتكر توماس هوبز أوّل نسخةٍ حديثةٍ من نظريّة العقد الاجتماعيّ، مجادلاً أنّه للتغلّب على نوعيّة الحياة «السيّئة والوحشيّة والقصيرة» دون تعاون البشر الآخرين، يجب على الناس الانضمام إلى الكومنولث، وعزّز هوبز تعريفه للسيادة بقوله أنها يجب أن تكون:
- مطلقة- لأنّه لا يمكن فرض شروط على سياسةٍ ما، إلا إذا كان هناك مراقب خارجي لتحديد مقدار انتهاكها. في هذه الحالة لا يكون الملك هو السلطة النهائيّة.
- غير قابلة للتجزئة- الملك هو السلطة النهائيّة الوحيدة في أراضيه. لا يشارك السلطة النهائيّة مع أي كيانٍ آخر.

ينصّ تعريف جان جاك روسو (1712-1778م) للسيادة الشعبيّة، على أنّ الشعب هو السيادة الشرعيّة. روسو يعتبر السيادة غير قابلة للتصرّف. وأدان التمييز بين المنشأ وممارسة السيادة، وهو التمييز الذي تقوم عليه الملكية الدستوريّة أو الديمقراطيّة التمثيليّة.
قال روسو في العقد الاجتماعي:
«إنّ نمو الدولة يعطي أمناء السلطة العامّة أكثر، ويزيد من إساءة استعمال سلطتهم؛ وكلّما كان لدى الحكومة قوّة لاحتواء النّاس، كلّما ازدادت القوّة من أجل احتواء الحكومة. مع فهم أنّ السيادة (وجودٌ جماعي من التعجّب) الناتجة عن (الإرادة الحرّة) للشعب، أي أنّه (أوامر الشخص الفرديّة بغضّ النظر عن أصل هذا الشخص أو من يكون، هي ليست قوانين)».
ويفترض علاوةً على ذلك أنّ الناس لديهم وسائل غير متحيّزة للتأكيد على الإرادة الحرّة. وبالتالي، فإنّه لا يوجد قانون بدون سيادة.

## الاستحواذ
هناك عدد من وسائل اكتساب السيادة في الوقت الحاضر وتم الاعتراف بها تاريخيّاً من قبل القانون الدوليّ كطرق قانونيّة يمكن للدولة من خلالها الحصول على السيادة على الأرض. تصنيف هذه الأساليب مستمدّ في الأصل من قانون الملكية الروماني، ومن القرنين الخامس عشر والسادس عشر مع تطوّر القانون الدوليّ. الوسائل هي:
- التنازل- هو نقل الأراضي من دولة إلى أخرى؛ عادةً عن طريق معاهدة.
- الاحتلال- هو الاستيلاء على الأراضي التي لا تنتمي إلى أي دولةٍ.
- فرض السلطة- السيطرة الفعليّة على أرض تابعة لسيادةٍ مستقلّةٍ أو سلطةٍ أخرى.
- العمليات الطبيعية- الحصول على الأراضي من خلال العمليّات الطبيعيّة مثل تراكم الأنهار أو البراكين.
- الخلق- هو العمليّة التي يتم بها استصلاح الأراضي الجديدة من البحر، كما هو الحال في هولندا.
- الحكم والقضاء.
- الغزو

## المبررات
توجد وجهات نظر متباينة إلى حد كبير حول الأساس الأخلاقي للسيادة. هناك قطبيّة أساسيّة بين النظريّات التي تؤكّد أنّ السيادة تؤول مباشرةً إلى أصحاب السيادة من خلال الحق الإلهي أو الطبيعي، والنظريّات التي تؤكّد أنها نابعة من الشعب. في الحالة الأخيرة هناك تقسيم آخر كتلك التي تؤكّد أن الناس ينقلون سيادتهم إلى أصحاب السيادة، وتلك التي تؤكّد أن الشعب يحتفظ بسيادته.
خلال الفترة الوجيزة للملكيّات المطلقة في أوروبا، كان الحقّ الإلهي للملوك مبرّراً منافساً هامّاً لممارسة السيادة. كان لولاية السماء آثاراً مماثلة في الصين.
الجمهورية هي شكل من أشكال الحكم الذي يحتفظ فيه الشعب، أو جزء كبير منه بالسيادة على الحكومة، حيث لا تمنح مكاتب الدولة من خلال التراث [40][41] . التعريف الحديث المشترك للجمهوريّة هي حكومة لها رئيس دولة وليس ملكاً.
تقوم الديمقراطيّة على مفهوم السيادة الشعبيّة. في الديمقراطيّة المباشرة، يلعب الجمهور دوراً فعّالاً في تشكيل السياسة واتّخاذ القرار بشأنها. تسمح الديمقراطيّة التمثيليّة بنقل ممارسة السيادة من الشعب إلى هيئةٍ تشريعيّةٍ أو تنفيذيّةٍ (أو إلى مزيج من الهيئات التشريعيّة والتنفيذيّة والقضائيّة). تقدّم ديمقراطيّات تمثيليّة عديدة، ديمقراطيّة مباشرة محدودة من خلال الاستفتاء والمبادرة والاستدعاء.
السيادة البرلمانيّة تشير إلى ديمقراطيّة تمثيليّة، حيث البرلمان في نهاية المطاف هو صاحب السيادة وليس السلطة التنفيذيّة ولا السلطة القضائيّة.

## التعريف والأنواع

### السيادة المطلَقة
العامل المهم للسيادة هو درجة الملكية المطلقة. للسلطة السيادية سيادة مطلقة عندما لا تكون مقيدة بموجب دستور أو قوانين الأسلاف أو قانون عرفي، ولا تتحفظ على أي مساحات للقانون أو السياسة على أنها خارجة عن سيطرتها. في القانون الدولي قد يحدّ من السيادة العوامل التالية: سياسات الدول المجاورة وتصرفاتها والتعاون واحترام الجماهير ووسائل التنفيذ ومصادر صنع السياسة. على سبيل المثال، لا يُضمَن للآباء الحق في تقرير بعض الأمور المتعلقة بتربية أطفالهم بصرف النظر عن الضوابط المجتمعية، ولا تتمتع البلديات بسلطة قضائية غير محدودة في الشؤون المحلية، لذا لا يتمتع الآباء أو البلديات بالسيادة المطلقة. اختلف المنظّرون حول مرغوبية زيادة السيادة المطلقة.

### السيادة الاقتصارية
من العناصر الأساسية للسيادة بالمعنى القانوني اقتصارية السلطة القضائية. وعلى وجه التحديد، درجة تعارض سلطة مع القرارات التي يتخذها كيان ذو سيادة. على هذا المنوال، اقترح عالم الاجتماع الألماني ماكس فيبر أن السيادة هي احتكار المجتمع للاستخدام الشرعي للقوة، لذا يجب على أي مجموعة تطالب بالحق نفسه أن تخضع تحت نَير السيادة أو تثبت عدم شرعيتها أو تتنازع عليها وتُهزَم من أجل أن تكون السيادة حقيقيةً غير زائفة. يمثل القانون الدولي وفروع الحكومة المتنافسة والسلطات المحجوزة للكيانات التابعة (مثل الولايات الاتحادية أو الجمهوريات) انتهاكات قانونية على الاقتصارية. قد تمثل المؤسسات الاجتماعية مثل الهيئات الدينية والشركات والأحزاب السياسية المتنافسة انتهاكات فعليّةً للاقتصارية.

### السيادة القانونية والواقعية
يتعلق حكم القانون أو السيادة القانونية بالحق الواضح المعترَف به مؤسساتيًا في ممارسة الحكم على الأرض. يهتم حكم الأمر الواقع أو السيادة الفعلية بما إذا كان الحكم موجودًا بالفعل. يمثّل كل من (التعاون واحترام الجماهير والسيطرة على الموارد في منطقة ما أو نقلها إليها ووسائل الإنفاذ والأمن، والقدرة على تنفيذ مهام الدولة المختلفة) خطوات تطبيق السيادة الواقعية. عندما يتسلم الجيش أو قوة الشرطة زمامَ الأمر في المقام الأول، يُعتبَر الحكم سيادةً قسريّةً (قهريّةً).

### السيادة والاستقلال
يُنظَر لسيادة الدولة في بعض الأحيان بشكل مرادف مع الاستقلال، ومع ذلك، يمكن نقل السيادة بصفتها حقًا قانونيَا في حين أنه لا يمكن ذلك للاستقلال. يمكن لدولة ما أن تحقق الاستقلال الفعلي بعد فترة طويلة من كسب سيادتها، مثلما هو الحال في كل من كمبوديا ولاوس وفيتنام. بالإضافة إلى ذلك، يمكن أيضًا أن ينتهي الاستقلال عندما يصبح القُطر بأكمله خاضعًا للاحتلال، مثلما احتُلّ العراق عندما سيطرت عليه القوات الأمريكية للمشاركة في غزو العراق عام 2003، ولم يَتبَع العراق لأي دولة، لذا تطعن أي دولة بسيادته خلال الاحتلال بما في ذلك تلك الموجودة على الأرض. بدلًا من ذلك، يمكن أن يُفقَد الاستقلال تمامًا عندما تصبح السيادة نفسها موضع نزاع. حافظت إدارات ما قبل الحرب العالمية الثانية في كل من لاتفيا وليتوانيا وإستونيا على كينونتها في المنفى (واعتراف دولي جدير بالاعتبار) في حين ضُمّت أراضي تلك الدول للاتحاد السوفياتي وحكمها الموظفون الموالون للسوفييت محليًا. استعادت لاتفيا وليتوانيا وإستونيا استقلالها عام 1991، على أساس الاستمرارية المباشرة من جمهوريات ما قبل الاتحاد السوفيتي. يمكن أن يتضّح سيناريو مُعقّد آخر للسيادة عندما يكون نظام الحكم نفسه موضع نزاع. في حالة بولندا، يُنظر الآن إلى جمهورية بولندا الشعبية التي حكمت بولندا من عام 1945 حتى عام 1989 على أنها كيان غير قانوني من قبل الإدارة البولندية الحديثة. وتدّعي الدولة البولندية ما بعد عام 1989 الاستمرارية المباشرة من الجمهورية البولندية الثانية التي انتهى حكمها عام 1939. لكن لأسباب أخرى، تحتفظ بولندا بحدودها الخاصة بالحقبة الشيوعية بدلًا من ترسيم حدود ما قبل الحرب العالمية الثانية التي تشمل مناطق الآن في بيلاروسيا وجمهورية التشيك وليتوانيا وسلوفاكيا وأوكرانيا ولكنّها لم تشمل بعض المناطق الغربية التي كانت في ذلك الوقت تابعةً لألمانيا.
في الكَفّة الأخرى من الميزان، لا يوجد خلاف فيما يخص الحكم الذاتي لبعض الدول التي نصّبت نفسها بنفسها مثل جمهورية أبخازيا أو جمهورية أوسيتيا الجنوبية أو جمهورية كوسوفو (انظر قائمة الدول ذات الاعتراف المحدود) منذ أن قررت حكوماتها ألّا تستجيب لأوامر دولة أكبر، وألّا يخضع حكمهم للمراقبة. غير أن السيادة (أي الحق القانوني في الحكم) موضع نزاع في جميع الحالات الثلاث السابقة، إذ إن جورجيا تطالب بضم الكيانين الأولين وتطالب صربيا بالثالث.

### السيادة الداخلية
السيادة الداخلية هي العلاقة بين سلطة ذات سيادة والمجتمع السياسي. المحور الرئيس هو الشرعية السياسية: بأي حق تمارس الحكومة السلطة؟ قد تشير ادعاءات الشرعية إلى حق الملوك الإلهي، أو إلى العقد الاجتماعي (على سبيل المثال سيادة الشعب). اقترح ماكس فيبر التصنيف الأول للسلطة السياسية والشرعية مع تصنيفات التقليدية والكاريزمية والعقلانية القانونية.
تعني السيادة سلطة التملّك العليا واستقلال منطقة أو دولة، وتشير السيادة الداخلية إلى الشؤون الداخلية للدولة وموقع السلطة العليا فيها. الدولة التي تتمتع بسيادة داخلية هي دولة لها حكومة انتُخبت من قبل الشعب ولديها الشرعية الشعبية. تهتم السيادة الداخلية في الشؤون الداخلية للدولة وكيف تُدار. من المهم أن تتمتع بسيادة داخلية قوية فيما يتعلّق بحفظ النظام والسلام. عندما يكون للدولة سيادة داخلية ضعيفة، فإن منظمات مثل الجماعات المتمردة ستُضعف مكانة السلطة وتعطّل السلام. يتيح لك وجود سلطة قوية الحفاظ على الوفاق الوطني وفرض العقوبات على منتهكي القوانين. تعدّ القدرة على القيادة لمنع هذه الانتهاكات متغيرًا مفتاحيًا في رسم السيادة الداخلية. يمكن أن تؤدي خسارة السيادة الداخلية إلى الحرب بإحدى الطريقتين: الأولى عن طريق تقويض قيمة الوفاق من خلال السماح بانتهاكات مكلفة، وتتطلب الثانية دعمًا حكوميًا كبيرًا للتنفيذ، فتقدّم الحرب على أنّها أرخص من السلام. يجب أن تكون القيادة قادرةً على إجبار الأطراف، خاصةً الجيوش أو قوات الشرطة أو القوات شبه العسكرية على الالتزام بالاتفاقيات. يسمح وجود سيادة داخلية قوية للدولة بردع جماعات المعارضة مقابل المساومة. قيل إن وجود سلطة أكثر لا مركزية سيكون أكثر كفاءةً في الحفاظ على السلام لأن الصفقة يجب ألّا ترضي القيادة فحسب بل جماعة المعارضة. في حين ترتبط العمليات العسكرية والشؤون داخل الدولة بمستوى سيادة تلك الدولة، ما يزال هناك جدال بين من يجب أن يتولى السلطة في دولة ذات سيادة.
تُسمّى هذه الحجة بين من يجب أن يتولى السلطة داخل دولة ذات سيادة بالنظرية التقليدية للسيادة العامة. يدور هذا النقاش حول السيادة الداخلية وسلطة السيادة العامة. السيادة الداخلية هي هيئة سياسية تمتلك سلطةً مُطلقةً حاسمةً مستقلةً، وتكون قراراتها ملزمةً لجميع المواطنين والمجموعات والمؤسسات في المجتمع. يعتقد المفكرون الأوائل أنّ السيادة يجب أن تُخوَّل لشخص واحد هو العاهل، واعتقدوا أنّ ميزة الهيمنة لتخويل السيادة على عاتق فرد واحد هي أن السيادة ستكون غير قابلة للتجزئة، ويُعبَّر عنها بصوت واحد يمكنه المطالبة بالسلطة الحاسمة. مثال على ملك تمتّع بالسيادة الداخلية هو لويس الرابع عشر ملك فرنسا خلال القرن السابع عشر، الذي ادّعى أنه كان الدولة. رفض جان جاك روسو الحكم الملكي لصالح النمط الآخر من السلطة داخل دولة ذات سيادة، وهو السيادة العامة. السيادة العامة هي الاعتقاد بأن السلطة المطلقة معهودة إلى الشعب نفسه، معبرًا عنها بفكرة الإرادة العامة. هذا يعني أن السلطة منتخبة ومدعومة من قبل أعضائها، للسلطة هدف رئيس يتمثل في أخذ خير العامة بعين الاعتبار. غالبًا ما كانت فكرة السيادة العامة هي أساس النظرية الديمقراطية الحديثة.

### السيادة الداخلية الحديثة
داخل النظام الحكومي الحديث، عادةً ما توجد السيادة الداخلية في الدول التي تتمتع بسيادة عامة ونادرًا ما توجد داخل دولة تتحكم بها سيادة داخليةٌ. يختلف شكل الحكومة قليلاً عن كليهما في نظام البرلمان البريطاني. حاول جون أوستين إثبات أن السيادة في المملكة المتحدة لم تكن مُخوَّلة من التاج ولا من الشعب بل من «الملكة في البرلمان». هذا هو أصل مبدأ السيادة البرلمانية وعادةً ما يُنظَر إليه على أنه المبدأ الأساسي للدستور البريطاني. مع مبادئ السيادة البرلمانية هذه، يمكن بالسيطرة على الأغلبية، الوصول إلى سلطة دستورية مطلقة، فيخلق ما يعرف «بالدكتاتورية الانتخابية» أو «الأوتوقراطية الحديثة». تعدّ السيادة العامة في الحكومات الحديثة أكثر شيوعًا مع أمثلة مثل الولايات المتحدة وكندا وأستراليا والهند حيث تنقسم الحكومة إلى مستوياتٍ مختلفة.

## الدول القومية
هي مجتمع من الناس يطالب بالحق في تقرير المصير بناء على العرق المشترك والتاريخ والثقافة وممكن أن يطالب بأنشاء سيادة على المنطقة، وهذا تأسيس دولة قومية مثل هذه القوميات في بعض الاوقات تعرف كمناطق حكم ذاتي بدل من سيادة ودول مستقلة.